# Connie Kay
Connie Kay, właśc.Conrad Henry Kirnon (ur. 27 kwietnia 1927 w Tuckahoe, zm. 30 listopada 1994 w Nowym Jorku) – afroamerykański perkusista jazzowy.

## Życiorys
Sam nauczył się grać na perkusji. Zaczął występować w połowie lat 40. Współpracował wtedy z pianistą Charlesem Thompsonem i trębaczami Milesem Davisem i „Catem” Andersonem. 6 lipca 1947 w Los Angeles grał na bębnach w słynnym jam session saksofonistów tenorowych Dextera Gordona i Wardella Graya, których fragmenty złożyły się na podwójny album The Hunt. W latach 1949–1955 pracował z przerwami w zespole Younga oraz z saksofonistami Colemanem Hawkinsem, Charliem Parkerem i Stanem Getzem.
W pierwszej połowie lat 50. grał także muzykę rhythandbluesową. Jako sideman był zatrudniany przez wytwórnię Atlantic. M.in. wziął udział w nagraniach takich bestsellerowych singli, jak Shake, Rattle and Roll Big Joe Turnera i (Mama) He Treats Your Daughter Mean Ruth Brown.
We lutym 1955 dołączył do składu The Modern Jazz Quartetu, zastępując Kenny’ego Clarke’a. Był członkiem kwartetu przez niemal trzydzieści trzy lata. Koncertował z nim na całym świecie aż do zakończenia działalności grupy w 1974. Grał w niej jeszcze podczas okazjonalnych występów w latach 90. Pracując w MJQ, występował gościnne w małych zespołach prowadzonych przez trębacza Cheta Bakera oraz saksofonistów „Cannonballa” Adderley’a, Paula Desmonda i Jimmy’ego Heatha, brata kontrabasisty z kwartetu. Pojawiał się także w studiach dźwiękowych, nagrywając płyty z wieloma wykonawcami, m.in. wokalistą Van Morrisonem oraz kolegami z MJQ – Johnem Lewisem i Miltem Jacksonem, realizującymi indywidualne projekty fonograficzne.
Od 1974 do 1981 pracował m.in. z formacją Soprano Summit, pianistą Tommym Flanaganem oraz Bennym Goodmanem, grając w Carnegie Hall na jubileuszowym koncercie z okazji 40. rocznicy pierwszego występu „Króla Swingu” w tej sali. Miał także stały angaż w klubie gitarzysty Eddiego Condona.
Nigdy nie nagrał żadnej płyty jako lider. Natomiast sporo uwagi poświęcał brzmieniu i rozbudowie swojego zestawu perkusyjnego. Stopniowo wzbogacił go o kotły, bells (małe talerze), triangel, bell tree (dzwonki orkiestrowe) oraz darbukę (bęben kielichowy). Darabukę dodał ze względu na „egzotyczny wygląd”.
W 1989 doznał udaru mózgu, ale po rehabilitacji wrócil do pracy. Zmarł wskutek nagłego zatrzymania krążenia. Miał 67 lat.

## Wybrana dyskografia
- 1961 „Cannonball” Adderley – 'Know What I Mean (Riverside)
- 1968 James Moody – The Blues and Other Colors (Milestone)
- 1977 Dexter Gordon & Wardell Gray – The Hunt (Savoy) – 2 LP
- 1978 Benny Goodman – Benny Goodman – Live At Carnegie Hall 40th Anniversary Concert (London Records) – 2 LP
- 1979 Jay McShann – The Big Apple Bash (Atlantic)
- 2015 Miles Davis – Miles Davis at Newport 1955–1975 – The Bootleg Series Vol. 4 (Columbia Legacy)

Z Chetem Bakerem
- 1959  Chet (Riverside)
- 1965 Baker's Holiday (Limelight Records)

Z Ruth Brown
- 1957 Ruth Brown (Atlantic)
- 1959 Miss Rhythm (Atlantic)

Z The Modern Jazz Quartet
- 1955 Concorde (Prestige)
- 1956
  - Fontessa (Atlantic)
  - The Modern Jazz Quartet at the Music Inn Volume 1 (Atlantic)
- 1957
  - One Never Knows (Atlantic)
  - The Modern Jazz Quartet (Atlantic)
  - The Modern Jazz Quartet and the Oscar Peterson Trio at the Opera House (Verve)
- 1958 The Modern Jazz Quartet Plays No Sun in Venice (Atlantic)
- 1959
  - The Modern Jazz Quartet at Music Inn Volume 2 (Atlantic)
  - Music from Odds Against Tomorrow (United Artists)
- 1960
  - Patterns (United Artists)
  - Pyramid (Atlantic)
  - European Concert (Atlantic)
  - Third Stream Music (Atlantic)
- 1961 The Modern Jazz Quartet & Orchestra (Atlantic)
- 1962
  - The Comedy (Atlantic)
  - Lonely Woman (Atlantic)
- 1964
  - The Modern Jazz Quartet–Quartetto Di Milano–The Hungarian Gypsy Quartet – A Quartet is a Quartet is a Quartet (Atlantic)
  - Collaboration – The Modern Jazz Quartet with Laurindo (Atlantic)
- 1965
  - The Modern Jazz Quartet Plays for Lovers (Prestige)
  - The Modern Jazz Quartet Plays George Gershwin’s Porgy and Bess (Atlantic)
  - Jazz Dialogue – The Modern Jazz Quartet  and the All Star Jazz Band (Atlantic)
- 1966
  - Blues at Carnegie Hall (Atlantic)
  - Place Vendôme – The Swingle Singers–The Modern Jazz Quartet (Philips)
- 1969
  - Under the Jasmin Tree (Apple)
  - Space (Apple)
- 1971 Plastic Dreams (Atlantic)
- 1972 The Legendary Profile (Atlantic)
- 1974
  - In Memoriam (Little David Records)
  - Blues on Bach (Atlantic)
- 1988 The Last Concert (Atlantic)
- 1976 Concert in Japan ’66 (Atlantic)
- 1981
  - The Only Recorded Performance of Paul Desmond With The Modern Jazz Quartet (Finesse Records)
  - Reunion at Budokan 1981 (Pablo)
- 1982 Together Again – Live at the Montreux Jazz Festival ’82 (Pablo)
- 1984 Echoes (Pablo)
- 1985 „Topsy” – This One’s for Basie (Pablo)
- 1987 Three Windows – The Modern Jazz Quartet with the New York Chamber Symphony (Atlantic)
- 1988 The Modern Jazz Quartet – For Ellington (East West)
- 1994 MJQ & Friends – A 40th Anniversary Celebration (Atlantic)
- 1995 Dedicated to Connie (Atlantic)

Z Van Morrisonem
- 1968 Astral Weeks (Warner Bros.)
- 1971 Tupelo Honey (Warner Bros.
- 1972 Saint Dominic’s Preview (Warner Bros.)

Zestawienie wg dat wydania płyt